# Tatynia
Tatynia (do 1945 niem. Hagen) – wieś w Polsce położona w województwie zachodniopomorskim, w powiecie polickim, w gminie Police przy granicy miasta Police. Miejscowość usytuowana jest na Równinie Polickiej nad rzeką Gunicą na skraju Puszczy Wkrzańskiej. 
Przez wieś prowadzi  Szlak „Puszcza Wkrzańska”.

## Części wsi
| SIMC    | Nazwa   | Rodzaj    |
| ------- | ------- | --------- |
| 0781167 | Witorza | część wsi |

## Historia
Wieś ta została założona przez rycerza Gobella na przełomie XII/XIII w., następnie sprzedana zakonowi augustianów z Jasienicy.
W czasie II wojny światowej niezniszczona, została zajęta po 27 kwietnia 1945 r. przez Armię Czerwoną (2 Front Białoruski – 2 Armia Uderzeniowa) i stała się częścią Enklawy Polickiej zarządzanej przez ZSRR. Wieś została wyludniona a pierwsi polscy osadnicy przybyli tu z końcem 1946 roku. Przeszła pod administrację polską we wrześniu 1946 r.
Przynależność polityczno-administracyjna:
- 1815 - 1866: Związek Niemiecki, Królestwo Prus, prowincja Pomorze, rejencja szczecińska, powiat Randow
- 1866 - 1871: Związek Północnoniemiecki, Królestwo Prus, prowincja Pomorze, rejencja szczecińska, powiat Randow
- 1871 - 1918: Cesarstwo Niemieckie, Królestwo Prus, prowincja Pomorze, rejencja szczecińska, powiat Randow
- 1919 - 1933: Rzesza Niemiecka (Republika Weimarska), kraj związkowy Prusy, prowincja Pomorze, rejencja szczecińska, powiat Randow
- 1933 - 1945: III Rzesza, prowincja Pomorze, powiat Randow (do 1939), powiat Uckermünde
- 1945 - 1946: Enklawa Policka (obszar podległy Armii Czerwonej)
- 1946 - 1952: Rzeczpospolita Polska (Polska Ludowa), województwo szczecińskie
- 1952 - 1975: Polska Rzeczpospolita Ludowa, województwo szczecińskie
- 1975 - 1989: Polska Rzeczpospolita Ludowa, województwo szczecińskie
- 1989 - 1998: Rzeczpospolita Polska, województwo szczecińskie
- 1999 - teraz: Rzeczpospolita Polska, województwo zachodniopomorskie, powiat policki, gmina Police

Demografia:
- 1868 - 654 mieszk.
- 1939 - 653 mieszk.
- 1970 - 400 mieszk.
- 2001 - 270 mieszk.
- 2006 - 250 mieszk.

### Zabytki
- Kościół pw. św. Pawła w Tatyni z XVII w.
- Młyn wodno-elektryczny ok. 100 letni, zabytek techniki[6]
- We wsi zachowało się także sporo zabudowań pochodzących z XIX wieku.